# Hilde Exner
Hilde Exner (* 10. Jänner 1880 in Wien; † 23. April 1922 ebenda) war eine österreichische Grafikerin, Bildhauerin und Keramikerin.

## Leben und Wirken
Hilde Exner stammte aus einer der bekanntesten Akademikerfamilien des alten Österreich. Sie war die Tochter von Franz Serafin Exner (1849–1926) und dessen erster Frau, Auguste Bach (1858–1883).

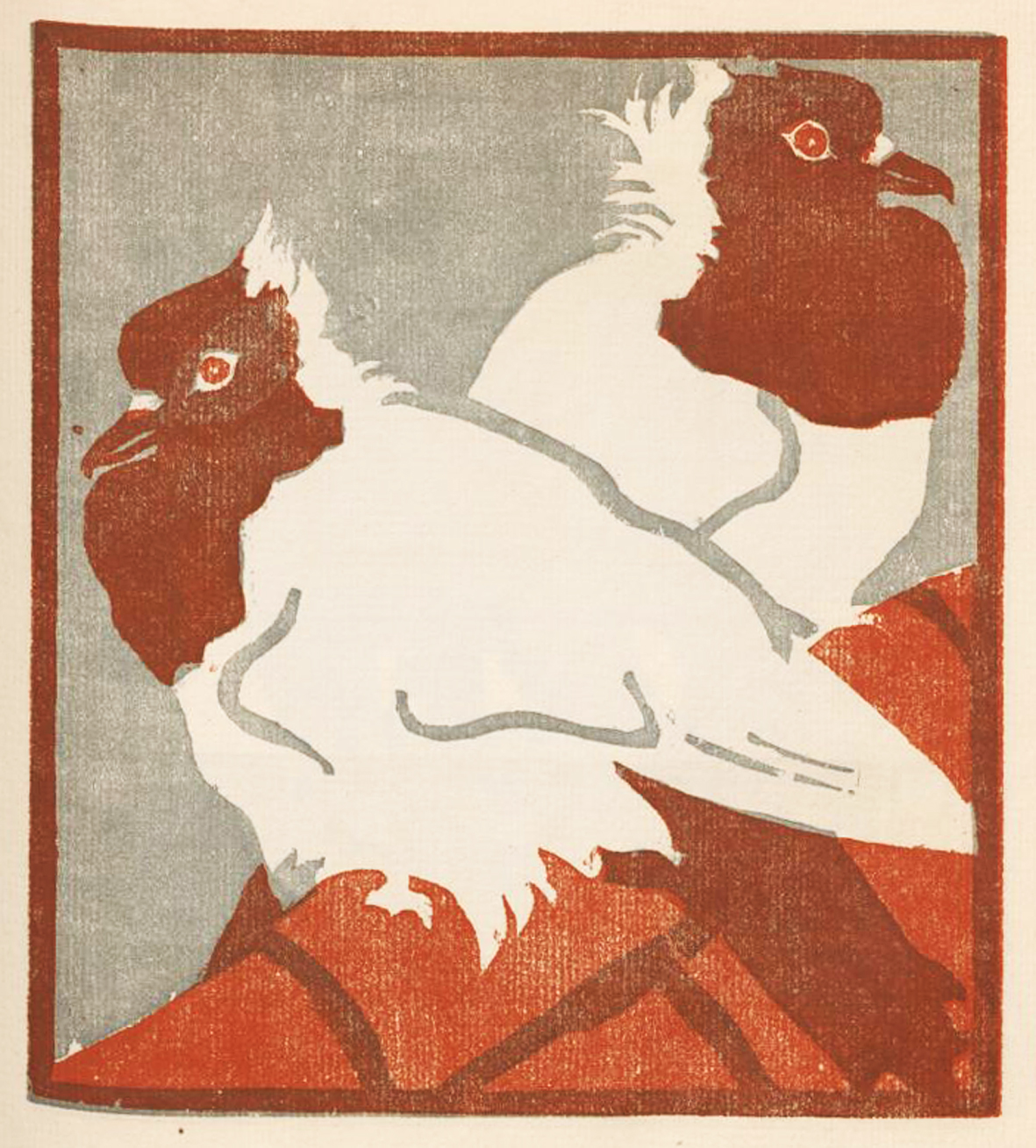
Tauben, Holzschnitt (1903)

Von 1902 bis 1905 studierte sie an der Wiener Kunstgewerbeschule Malerei bei Kolo Moser, Friedrich Linke und Alfred Roller. Sie entschied sich jedoch für die Plastik und empfing dafür prägende Impulse bei Aristide Maillol in Paris. In ihren Arbeiten, die teils aus Stein und Bronze, teils in Holz und Terrakotta ausgeführt sind und „technisch die volle Beherrschung aller Mittel“ erkennen ließen, finden sich unter anderem die Einflüsse von George Minne, Ernst Barlach sowie Wilhelm Lehmbruck. Gemeinsam mit ihrer ein Jahr älteren Cousine Nora Exner sowie Franz Fiebiger gestaltete sie Holzschnitte von Tieren. 1913 stellte sie sechs ihrer Plastiken in der Galerie Goltz, München, aus.
Hilde Exner zog zusammen mit befreundeten Künstlerinnen, die sie von der Kunstgewerbeschule her kannte, nach dem Ersten Weltkrieg nach Salzburg – mit Emma Schlangenhausen, Helene von Taussig, Maria Cyrenius und Magda Mautner von Markhof. In Salzburg stammt die erste größere öffentlich aufgestellte Skulptur einer Künstlerin von Hilde Exner: die 1920 im Friedhof in Morzg am Kriegerdenkmal gesetzte Davidfigur.
Während des Ersten Weltkriegs hatte sich Exner der Verwundetenpflege gewidmet und sich dabei „den Keim zu jener Krankheit, der sie am 23. April 1922 erlag“, geholt. Sie wurde am Sieveringer Friedhof bestattet. Ein Jahr nach ihrem Tod präsentierte die Galerie Würthle, Wien, eine Ausstellung der nachgelassenen Werke Hilde Exners.